# ارمنستان در المپیک زمستانی ۲۰۱۰
ارمنستان یک هیئت برای شرکت در المپیک زمستانی ۲۰۱۰ در ونکوور، بریتیش کلمبیا، کانادا از ۱۲ تا ۲۸ فوریه ۲۰۱۰ اعزام کرد. این پنجمین حضور کشور به عنوان یک کشور مستقل در بازی‌های المپیک زمستانی بود. هیئت ارمنی شامل چهار ورزشکار بود، دو نفر در اسکی آلپاین و دو نفر در اسکی صحرانوردی. بهترین نتیجه تیم ارمنستان در تمامی مواد ورزشی رتبه ۷۰ بود که توسط سرگئی میکائیلیان در مسابقه مسابقه صحرانوردی ۱۵ کیلومتر مردان به دست آمد.

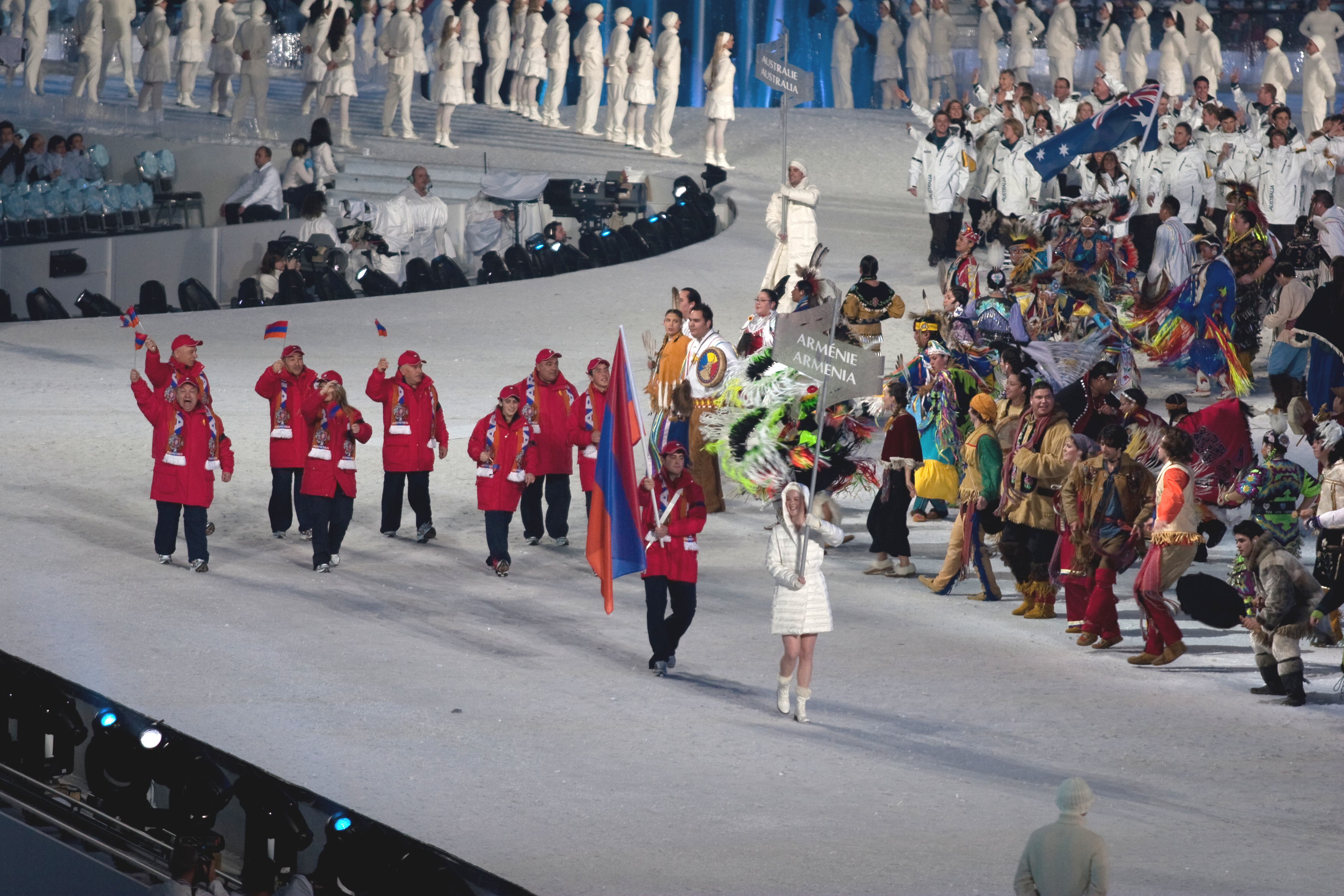
ورزشکاران هنگام ورود به ورزشگاه در مراسم افتتاحیه.

## پیشینه
ارمنستان پس از انحلال اتحاد جماهیر شوروی در ۱۹۹۱ مجدداً به یک کشور مستقل تبدیل شد. پس از استقلال، کمیته ملی المپیک ارمنستان تشکیل گردید و در تاریخ ۳۱ دسامبر ۱۹۹۲ توسط کمیته بین‌المللی المپیک به رسمیت شناخته شد. ارمنستان در اولین المپیک خود در لیلهامر در المپیک زمستانی ۱۹۹۴ شرکت کرد و از آن زمان به بعد در تمامی بازی‌های المپیک تابستانی و زمستانی شرکت کرده است. در حالی که ارمنستان در المپیک تابستانی مدال‌های متعددی کسب کرده است، تا پایان این المپیک نیز هرگز مدال المپیک زمستانی کسب نکرده بود. این روند همچنان نیز ادامه داشته و در بازی‌های المپیک زمستانی ۲۰۱۴، ۲۰۱۸ و ۲۰۲۲ نیز ارمنستان موفق نشد تا مدالی کسب کند. هیئت ارمنی اعزامی به ونکوور شامل چهار ورزشکار بود، دو نفر در اسکی آلپاین و دو نفر در اسکی صحرانوردی. اسکی‌باز آلپاین آرسن نرسیسیان به عنوان پرچم‌دار مراسم افتتاحیه انتخاب شد، در حالی که اسکی‌باز صحرانوردی سرگئی میکائیلیان به عنوان پرچم‌دار مراسم اختتامیه انتخاب شد.

## اسکی آلپاین
آرسن نرسیسیان در زمان برگزاری المپیک ونکوور ۲۲ سال داشت و برای اولین بار در المپیک شرکت می‌کرد. در ۲۳ فوریه، او نتوانست دور اول مادهٔ مارپیچ بزرگ را به پایان برساند. در ۲۷ فوریه، او در مارپیچ کوچک شرکت کرد، اما پس از ثبت زمان ۱ دقیقه و ۵ ثانیه در دور اول، به دلیل «حرکت نادرست در دروازه» از مسابقات محروم شد. پس از مسابقه، او گفت که «چون از دروازه شروع خارج شدم، اسکی‌هایم از هم جدا شدند» و به همین دلیل محروم شد. آنی-ماتیلدا سربراکین در زمان این بازی‌ها ۲۱ سال داشت و او نیز اولین حضور خود در المپیک را تجربه می‌کرد. در ۲۴ فوریه، در شرایط آب و هوایی چالش‌برانگیز، او نتوانست دور اول مارپیچ بزرگ را به پایان برساند. دو روز بعد، او از مارپیچ کوچک زنان محروم شد، گزارش شده که دلیل آن استفاده از اسکی‌هایی بود که از محدوده‌های اندازه‌گیری مجاز خارج بودند.
| ورزشکار              | رویداد            | دور ۱ | دور ۲ | مجموع | رتبه |
| -------------------- | ----------------- | ----- | ----- | ----- | ---- |
| آرسن نرسیسیان        | مارپیچ کوچک مردان | DSQ   | DSQ   | DSQ   | DSQ  |
| آرسن نرسیسیان        | مارپیچ بزرگ مردان | DNF   |       |       |      |
| آنی-ماتیلدا سربراکین | مارپیچ کوچک زنان  | DSQ   | DSQ   | DSQ   | DSQ  |
| آنی-ماتیلدا سربراکین | مارپیچ بزرگ زنان  | DNF   |       |       |      |

## اسکی صحرانوردی
کریستینه خاچاطریان در زمان بازی‌ها ۲۰ سال داشت و سرگئی میکائیلیان ۱۷ ساله بود؛ هر دو اولین حضور خود در المپیک را تجربه می‌کردند. میکائلیان بعداً نماینده ارمنستان در بازی‌های المپیک زمستانی ۲۰۱۴ در سوچی، روسیه شد.
در همان روز، میکائلیان در مسابقه مسابقه ۱۵ کیلومتر آزاد مردان شرکت کرد و با زمانی معادل ۳۷ دقیقه و ۵۹ ثانیه به پایان رساند که بهترین نتیجه ارمنستان در بازی‌ها بود وی در این ماده رتبه ۷۰ از بین ۹۵ شرکت‌کننده را کسب کرد.
| ورزشکار            | رویداد                | نهایی   | نهایی |
| ورزشکار            | رویداد                | زمان    | رتبه  |
| ------------------ | --------------------- | ------- | ----- |
| کریستینه خاچاطریان | ۱۰ کیلومتر آزاد زنان  | ۳۴:۱۷٫۵ | ۷۵    |
| سرگئی میکائیلیان   | ۱۵ کیلومتر آزاد مردان | ۳۷:۵۸٫۹ | ۷۰    |